# Northwood (Iowa)
Northwood és una població dels Estats Units a l'estat d'Iowa. Segons el cens del 2000 tenia 2.050 habitants.

## Demografia
Segons el cens del 2000, Northwood tenia 2.050 habitants, 914 habitatges, i 549 famílies. La densitat de població era de 209,4 habitants/km².
Dels 914 habitatges en un 25,8% hi vivien nens de menys de 18 anys, en un 47,9% hi vivien parelles casades, en un 8,9% dones solteres, i en un 39,9% no eren unitats familiars. En el 36% dels habitatges hi vivien persones soles el 20,6% de les quals corresponia a persones de 65 anys o més que vivien soles. El nombre mitjà de persones vivint en cada habitatge era de 2,15 i el nombre mitjà de persones que vivien en cada família era de 2,76.
Per edats la població es repartia de la següent manera: un 20,5% tenia menys de 18 anys, un 7,2% entre 18 i 24, un 23,9% entre 25 i 44, un 22,4% de 45 a 60 i un 26% 65 anys o més.
L'edat mediana era de 44 anys. Per cada 100 dones de 18 o més anys hi havia 84,8 homes.
La renda mediana per habitatge era de 33.030 $ i la renda mediana per família de 41.445 $. Els homes tenien una renda mediana de 27.589 $ mentre que les dones 20.637 $. La renda per capita de la població era de 18.167 $. Entorn del 6,4% de les famílies i el 7,9% de la població estaven per davall del llindar de pobresa.

## Poblacions més properes
El següent diagrama mostra les poblacions més properes.